# Nössemarks kyrka
Nössemarks kyrka är en kyrkobyggnad i Nössemark i Karlstads stift. Den är församlingskyrka i Dals-Eds församling.

## Kyrkobyggnaden
Kyrkan som är byggd av gråsten invigdes 21 september 1794 av prosten P. Ekelund och ersatte den gamla träkyrkan på Enkene i Nolby, som var i så dåligt skick att den ansågs inte kunna repareras. 
Byggnaden består av ett långhus med tresidigt avslutat kor och invändigt tunnvalv. Ett vapenhus tillkom 1795. Under åren 1957-1958 genomfördes en omfattande modernisering och restaurering varvid en sakristia byggdes på norra sidan av kyrkan. Man satte åter upp den altaruppsats, som hade tagits ner 1891. Den föreställer "Kristus på korset samt de sörjande Maria och Johannes". Det anses, att krucifixet, som hänger vid predikstolen och grunddelen av altartavlan är av medeltida ursprung.
På den kulle, där klockstapeln stod, finns idag församlingshemmet, som invigdes i september 1993.

### Klockstapel och klockor
Klockstapeln i Nolbykyrkan var i så gott skick att den kunde flyttas och resas på kullen bredvid den nya kyrkan. Kyrktornet tillkom, på grund av dålig ekonomi, först drygt hundra år senare, år 1890. Från Nolbykyrkan överfördes de två kyrkklockorna. 
- Lillklockan är av en romansk 1200-talstyp, lik lillklockan i Töftedals kyrka. Den är 62 cm hög och 55 cm i diameter.[1]
- Storklockan inköptes 1756 och är gjuten av P. Petreus i Karlstad. Den är av malm, 70 cm hög och har en diameter på 70 cm samt är ornerad med akantusblommor. Den tidigare storklockan hade beslagtagits av Gustav Vasa 1531.

## Inventarier

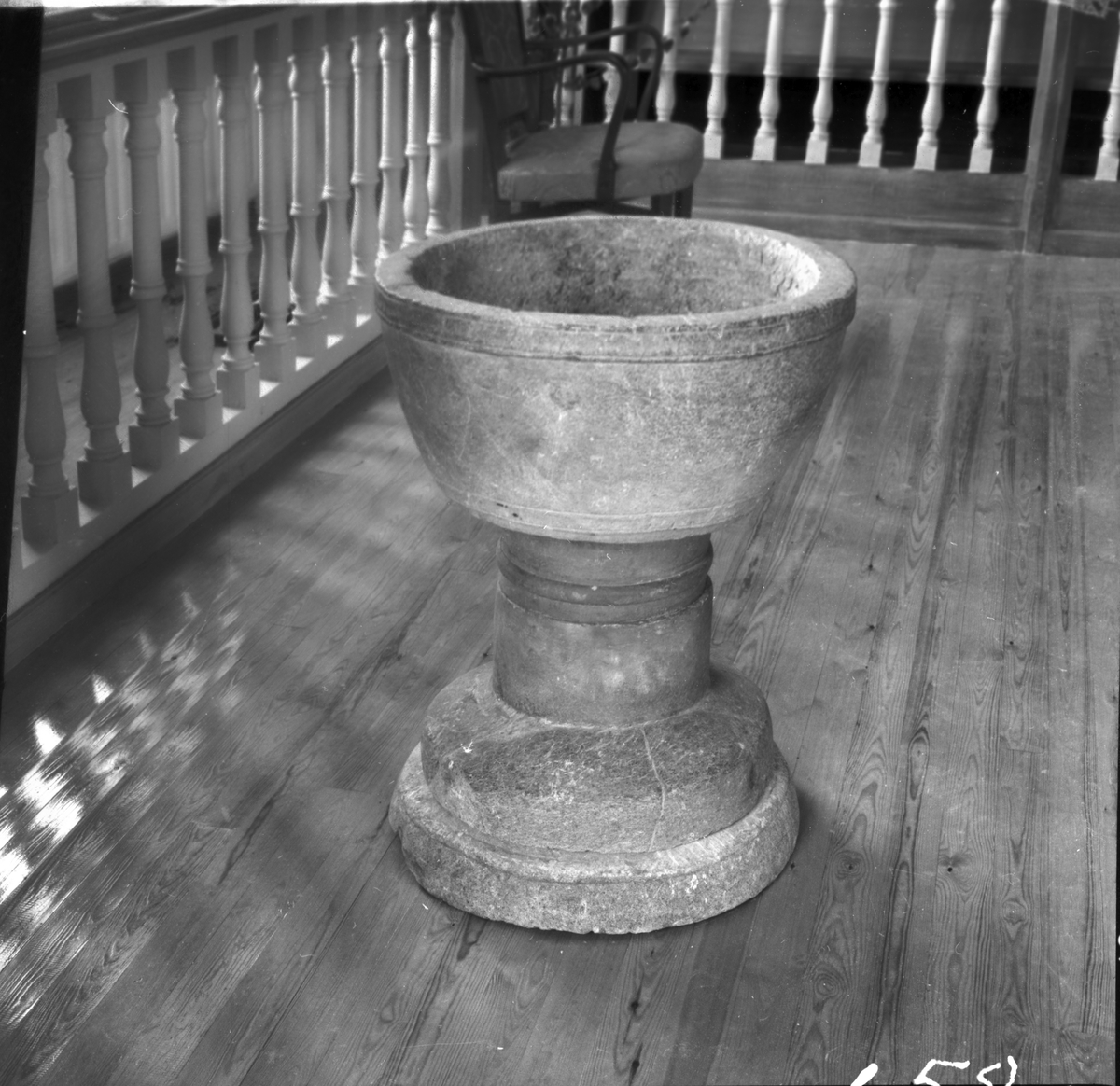
Dopfunten

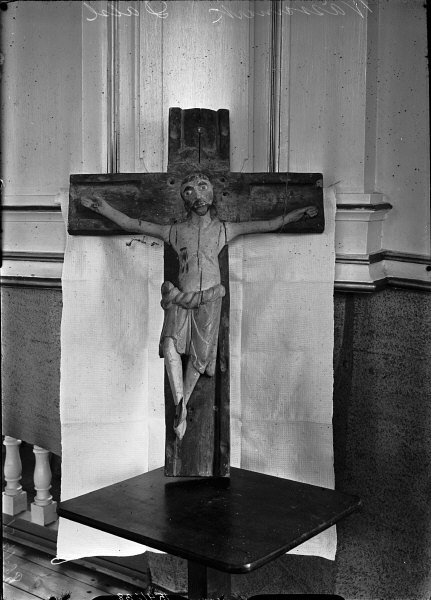
Krucifixet

- Dopfunt av täljsten från 1200-talet. Höjd 70 cm i tre delar. Cuppan är skålformad och har ett kort skaft. Längs kanten upptill finns ett band med två ristade cirklar och längs nederdelen ett liknande band. Skaftstycket avslutas med en dubbel vulst. Mellandelen utgörs av en fot med skaft, vilken står på en separat platta med två cirkelornament. Uttömningshål saknas. Funten är välbevarad utan större skador.[2] Den är placerad i korets södra del.
- Ett krucifix i snidad ek i koret, som troligen är från 1300-talet, stod tidigare på den gamla kyrkogården i Nolby. Dess historia är okänd men det kan ha keltiskt ursprung.
- I koret står även en lång kista som kommer från kyrkan i Nolby och som troligen även har använts som bänk och för förvaring av dokument.
- Predikstolen är samtida med nuvarande kyrka och är troligen tillverkad av samma snickare som gjorde predikstolen i Håbols kyrka.

### Orglar
- Kyrkan fick sin första orgel 1877 vilken användes fram till 1909 då en ny orgel anskaffades. Den gamla orgeln flyttades till Näs skola.
- Den nuvarande orgeln inköptes från Örgryte gamla kyrka, installerades och invigdes 16 mars 1958. Den är byggd 1868 av den danska firman Marcussen & Søn i Aabenraa, Danmark och har kvar sin ursprungliga stumma fasad. Utökades 1926 av A. Magnussons Orgelbyggeri AB, Göteborg och omdisponerades 1957 av Lindegren Orgelbyggeri AB, Göteborg. Den har ett tonomfång på 54/25. Instrumentet har tretton stämmor fördelade på två manualer och pedal.[3] Anders Bondeman gjorde på 1960-talet en inspelning på den nya orgeln för radioserien "Orgeltoner i svenska kyrkor".

| Huvudverk I    | Svällverk II      | Pedal               | Koppel |
| Borduna 16´    | Flauto Amabile 8´ | Subbas 16´ (tr I)   | II/P   |
| Principal 8´   | Principal 4´      | Principal 8´ (tr I) | II/I   |
| Dubbelflöjt 8´ | Flauto dolce 4´   | Gedackt 8´          |        |
| Oktava 4'      | Gemshorn 2'       | Oktava 4' (tr I)    |        |
| Oktava 2'      | Scharf 2 chor     | Oktava 2' (tr I)    |        |
| Mixtur 3 chor  | Crescendosvällare |                     |        |
| Trumpet 8'     |                   |                     |        |